# Бхагавад-гита как она есть
«Бхагава́д-ги́та как она есть» (англ. Bhagavad-Gītā As It Is) — перевод индуистского священного писания «Бхагавадгита» на английский язык с комментариями в духе традиции гаудия-вайшнавизма и бхакти-йоги. Сделан в 1960-е годы Бхактиведантой Свами Прабхупадой (1896—1977) — основателем вайшнавской религиозной организации «Международное общество сознания Кришны» (ИСККОН).
Первое издание «Бхагавад-гиты как она есть» было опубликовано на английском языке в 1968 году издательством Macmillan Publishers. В 1972 году впервые вышло полное издание книги с подлинными санскритскими текстами. С середины 1970-х годов публикацию «Бхагавад-гиты как она есть» осуществляет международное издательство «Бхактиведанта Бук Траст». По данным издательства, «Бхагавад-гита как она есть» была переведена на более чем 80 языков и издана тиражом более 100 млн экземпляров. Этот перевод «Бхагавад-гиты» является самым распространённым за пределами Индии и одним из самых распространённых в Индии. Первое издание «Бхагавад-гиты как она есть» на русском языке вышло в свет в 1984 году. В последующие годы книга неоднократно переиздавалась и разошлась более чем миллионным тиражом. По данным Центра индийских исследований Института востоковедения РАН, это единственный русский перевод «Бхагавад-гиты», получивший широкое распространение. Другие, научные переводы, известны только учёным-специалистам.
В 2011—2012 годах прокуратура г. Томска предприняла попытку запретить «Бхагавад-гиту как она есть», признав её в судебном порядке экстремистской литературой. Состоявшийся в результате судебный процесс вызвал международный резонанс и привёл к тому, что впервые в истории российско-индийских отношений в Индии состоялись антироссийские акции протеста.

## История переводов «Бхагавад-гиты» на русский язык
«Бхагавад-гита» является ядром «Бхишмапарвы» — шестой книги древнеиндийского эпоса «Махабхарата». В 1785 году «Бхагавад-гита» стала первым произведением санскритской литературы, переведённым на один из европейских языков непосредственно с оригинала. Этот перевод (на английский язык) был осуществлён Чарльзом Уилкинсом. Книга сразу же привлекла внимание европейского читателя и послужила толчком для пробуждения в Европе интереса к древнему культурному наследию Индии. В 1788 году, всего через три года после появления английского перевода, Н. И. Новиков издал русский перевод поэмы, выполненный с английского А. А. Петровым. Затем, в течение более чем столетия, в России не появлялось «ни новых русских переводов „Бхагавадгиты“, ни каких-либо специальных исследований о ней».
В 1909 году вышло сразу два русских перевода «Бхагавад-гиты», оба выполненные русскими теософами. Один был сделан А. П. Казначеевой, другой — А. Каменской и И. Манциарли. Перевод Казначеевой был издан во Владимире, а Каменской и Манциарли — сначала в петербургском журнале «Вестник теософии», а потом (в 1914 году) — отдельной книгой в Калуге. С. Д. Серебряный отмечает, что Казначеева «переложила „Бхагавадгиту“ довольно беспомощными виршами, очевидно использовав какой-то западный (может быть, и не один) стихотворный перевод». Б. Л. Смирнов, в свою очередь, пишет, что перевод был сделан «неизвестно с какого языка» и что «в нём трудно узнать „Гиту“ даже хорошо знающему этот памятник». Каменская и Манциарли опирались на теософский перевод Анни Безант. Какой резонанс эти переводы «Бхагавад-гиты» получили в российском обществе, сказать трудно.
С оригинала «Бхагавад-гита» впервые была переведена в 1956 году санкритологом-любителем Б. Л. Смирновым, который отметил, что из-за низкого качества трёх предыдущих переводов «русский читатель по существу не знает „Гиты“». Перевод самого Смирнова индолог В. Г. Эрман впоследствии назвал «во многих отношениях замечательным трудом энтузиаста-любителя».
В 1984 году в Индии вышло первое конфессиональное русское издание «Бхагавад-гиты» — «Бхагавад-гита как она есть». Как впоследствии отмечал Сергей Серебряный, это комментированное издание «Гиты», ввиду двойного перевода (с санскрита на английский, а затем с английского на русский), не отличалось высоким качеством, и преследовало цель пропаганды идей гаудия-вайшнавизма. Несмотря на все недостатки, «Бхагавад-гите как она есть» суждено было стать единственным широко распространённым изданием «Бхагавад-гиты» на русском языке.
В 1985 году вышел перевод В. С. Семенцова, сделанный и опубликованный как приложение к монографии учёного. Это был второй перевод «Бхагавад-гиты» непосредственно с санскрита и первый перевод на русский язык, сделанный специалистом-санскритологом. Эрман отмечает, что перевод Семенцова «преследует художественные цели и местами передает текст оригинала достаточно вольно». При этом, Семенцов оставляет очень многие санскритские термины без перевода — в русской транслитерации. Эрман поясняет, что «избранный стиль перевода, как и сохранение без перевода санскритских терминов, здесь оправдывается тем, что он опубликован как приложение к подробному исследованию, где читатель найдет необходимые разъяснения, и должен рассматриваться в единстве с ним, подразумевая предварительное ознакомление с этим своего рода расширенным „введением“ к переводу». По мнению Эрмана, перевод Семенцова был «значительным шагом вперед по сравнению с предшествующей ему работой Б. Л. Смирнова». Семенцов исправил промахи Смирнова и «дал русскому читателю более верное представление о содержании оригинала».
Наконец, в 2009 году вышел первый полноценный научный перевод «Бхагавад-гиты» с санскрита на русский язык, который был осуществлён в конце XX века одним из ведущих российских индологов В. Г. Эрманом. Этот перевод был опубликован в составе шестой книги «Махабхараты» — «Бхишмапарвы».

## История написания и издания «Бхагавад-гиты как она есть»
Бхактиведанта Свами Прабхупада впервые перевёл «Бхагавад-гиту» с санскрита и написал к ней комментарии в 1940-е годы в Индии. Однако, единственный экземпляр рукописи исчез при загадочных обстоятельствах. Прабхупада снова начал работу над переводом и комментированием «Бхагавад-гиты» уже в 1965 году, вскоре после прибытия в Нью-Йорк. Как правило, Прабхупада просыпался в час ночи, в течение часа повторял мантру «Харе Кришна» на чётках, а затем до восхода солнца работал над «Бхагавад-гитой как она есть» и над переводом и комментированием другого классического санскритского текста — «Бхагавата-пураны». В качестве стола Прабхупаде служил сундук, в котором он несколькими месяцами ранее привёз из Индии свои принадлежности. Первые шесть глав «Бхагавад-гиты как она есть» Прабхупада отпечатал на печатной машинке, а остальные двенадцать — надиктовал на диктофон.
Прабхупада уже имел издательский опыт: в начале 1960-х годов он опубликовал в Индии свой комментированный перевод первой из двенадцати частей «Бхагавата-пураны». Однако издавать книги в Америке было гораздо труднее, чем в Индии. Хотя к началу 1967 года у Прабхупады уже была группа последователей, ни один из них до сих пор не проявил особого желания перепечатать рукопись, отредактировать её и заняться переговорами с американскими издательствами. Перспективы издать «Бхагавад-гиту как она есть» были туманными, но несмотря на это Прабхупада в январе 1967 года параллельно начал работу над другой книгой, которая впоследствии была опубликована под заголовком «Учение Господа Чайтаньи». Сатсварупа Даса Госвами в биографии Прабхупады «Шрила Прабхупада-лиламрита» описывает писательскую и переводческую деятельность своего гуру следующим образом:
Надев очки для чтения, Прабхупада раскрывал свои книги и включал диктофон. Внимательно прочитав бенгальские и санскритские тексты, он брал в руку микрофон, нажимал на кнопку записи <…> и начинал диктовать. <…> За один раз он произносил не больше одной фразы, затем делал паузу, задумывался, и диктовал следующую. Прабхупада то говорил, то останавливался, включая и выключая диктофон. При этом он сидел, выпрямив спину, иногда слегка раскачиваясь или кивая головой в такт словам. Временами он низко склонялся над страницами и внимательно изучал их через свои очки.
Редактирование текста Прабхупада в конце концов поручил своему американскому ученику Хаягриве (Ховарду Уилеру), работавшему преподавателем английского языка в Университете штата Огайо. К лету 1967 года «Бхагавад-гита как она есть» была готова к публикации, и ученик Прабхупады Брахмананда занялся поиском издательства. В конце июля 1967 года, будучи в Индии, Прабхупада получил от Брахмананды письмо, в котором тот сообщил, что опубликовать «Бхагавад-гиту как она есть» согласилось престижное издательство Macmillan Publishers. 1 августа Прабхупада (находившийся в то время в Храме Радхи-Дамодары во Вриндаване) написал ответ, в котором попросил Брахмананду немедленно подписать контракт с издательством. В том же году книга была издана, с предисловием, написанным лично знавшим Прабхупаду поэтом-битником Алленом Гинзбергом. В 1972 году впервые вышло полное издание книги с подлинными санскритскими текстами и, на этот раз, с предисловием американского индолога Эдварда Димока, который лестно отозвался о переводе и комментариях Прабхупады, назвав их подлинным толкованием «Бхагавад-гиты» в русле традиции гаудия-вайшнавизма. В том же году по инициативе Прабхупады было основано международное издательство «Бхактиведанта Бук Траст», которое с тех пор и осуществляет публикацию «Бхагавад-гиты как она есть». Книга приобрела огромную популярность: по данным самих кришнаитов, за четыре десятилетия она была переведена на более чем 80 языков и издана тиражом более 100 млн экземпляров.
В Россию «Бхагавад-гита как она есть» пришла в июне 1971 года вместе с Прабхупадой, побывавшим тогда в Москве с пятидневным визитом. В СССР Прабхупаде удалось встретиться всего с двумя советскими гражданами: востоковедом Григорием Котовским и московичём Анатолием Пиняевым. Последний обратился в гаудия-вайшнавизм и стал активным проповедником этой религии в СССР. Пиняеву Прабхупада подарил свой личный экземпляр «Бхагавад-гиты как она есть» на английском. С того момента началось «нелегальное хождение» этой книги по СССР. В 1984 году в Индии вышло первое издание «Бхагавад-гиты как она есть» на русском языке. Под страхом ареста, кришнаиты «копировали её на ксероксе, печатали на машинке, переписывали от руки, даже зазубривали наизусть». После легализации ИСККОН в СССР в 1988 году, книга переиздавалась несколько раз. По данным кришнаитов, с 1984 года в странах бывшего СССР было продано около миллиона экземпляров русскоязычного издания «Бхагавад-гиты как она есть». По данным Центра индийских исследований Института востоковедения РАН, «Бхагавад-гита как она есть» — единственное широко распространённое в России издание «Бхагавад-гиты» — другие переводы «Гиты» известны только учёным-специалистам.

## Особенности и значение
В полном издании «Бхагавад-гиты как она есть» все санскритские шлоки приводятся на деванагари, с транслитерацией, дословным и литературным переводом. Большинство шлок сопровождается обстоятельными комментариями Бхактиведанты Свами Прабхупады, которые тот написал, основываясь на трудах предыдущих вайшнавских ачарьев. Это, в частности, комментарии к «Бхагавад-гите» Рамануджи, «Сарартха-варшини-тика» Вишванатхи Чакраварти, «Гита-бхушана-тика» Баладевы Видьябхушаны, а также комментарии на бенгали Бхактивиноды Тхакура. Как и большинство последователей других традиций индуизма, кришнаиты считают, что в «Бхагавад-гите» отражена основная суть философии индуизма.
Уильям Дэдвайлер отмечает, что, будучи представителем сампрадаи бенгальских вайшнавов, Прабхупада обладал способностью эффективно передать свою традицию будущим поколениям. С точки зрения традиции, Прабхупада принадлежал к цепи духовных учителей, восходящих к самому Кришне, и, следовательно, мог интерпретировать и представлять кришнаитские тексты «такими, какие они есть». Сам Прабхупада отмечал, что к моменту появления «Бхагавад-гиты как она есть» в течение сотен лет на Западе уже существовало множество переводов этого текста на английский и другие языки. Несмотря на это, никто так и не смог понять «Бхагавад-гиту», ибо тот, кто понимает слова Кришны в «Бхагавад-гите», подобно Арджуне принимает Кришну как Верховную Личность Бога и становится его последователем. Дэдвайлер отмечает, что только после того, как Прабхупада представил «Бхагавад-гиту» через парампару кришнаитов, люди, читающие её, начали становиться последователями Кришны. Согласно Дэдвайлеру, это свидетельствует о том, что только когда учение Кришны передаётся через цепочку духовных учителей, оно сохраняет свою духовную силу.
В «Бхагавад-гите как она есть» Бхактиведанта Свами Прабхупада подчёркивает первостепенную важность пути Кришна-бхакти и бхакти-йоги, а Кришну представляет как Верховную Личность Бога. Такая трактовка «Бхагавад-гиты» в рамках гаудия-вайшнавского богословия прямо противоположна монистическому толкованию адвайты.

## Отзывы

### Отзывы учёных
Американский индолог Эдвард Димок, директор Американского института индийских исследований, профессор Чикагского университета, крупнейший западный специалист по Бенгалии и гаудия-вайшнавизму, написал предисловие к первому полному изданию «Бхагавад-гиты как она есть», опубликованному издательством MacMillan в 1972 году. В нём он отметил, что Бхактиведанта Свами комментирует текст «Бхагавадгиты» в духе традиции бхакти и гаудия-вайшнавизма, что является «легитимным». По его мнению «в этом переводе западный читатель имеет уникальную возможность увидеть как преданный Кришны интерпретирует текст своей собственной традиции». Димок отметил, что «Бхагавад-гита как она есть» «может служить как полезное пособие для многих университетских студентов», так как она даёт возможность «услышать квалифицированного толкователя, объясняющего насыщенный глубочайшим религиозным смыслом текст» и позволяет «ознакомиться с оригинальными и весьма убедительными идеями гаудия-вайшнавской школы».

Как отмечает Рамакант Пандея, директор «Всеиндийской ассоциации санскритологов», профессор санскрита Бенаресского индуистского университета, признанный в Индии специалист по индийским философским системам, Бхактиведанта Свами Прабхупада написал свой комментарий на английском, опираясь на гаудия-вайшнавский санскритский комментарий XVII века, «Гита-бхушана». При этом Прабхупада использовал множество цитат и примеров из «Шримад-Бхагаватам» и других пуран, что находится в русле индуистской традиции составления комментариев. При этом Р. Пандея отметил, что «Индуизм — это большое тело, которое состоит из множества частей, то есть сампрадай. <…> В Индии с древних пор сложилась традиция комментариев на „Гиту“, где каждая сампрадая устанавливала свою доктрину, дав своё толкование „Гиты“. Таким образом, все традиционные комментарии на „Гиту“ отвечают учению той или иной сампрадаи. <…> [Бхактиведанта Свами Прабхупада] был последователем гаудия-вайшнава-сампрадаи, и это естественно, что он даёт толкование в ключе этой сампрадаи. Человек может больше всего описать тот аспект истины, который более всего изучил. Однако неправильно сказать, что из-за принадлежности к сампрадае он является сектантом, то есть отделился от учения Вед и более не следует санатана-дхарме. <…> Около пятидесяти стихов, которые я просмотрел в его переводе, оставили у меня впечатление скрупулёзного подхода. Конечно, для того чтобы вынести суждение о всех деталях этой работы, нужно проделать глубокий анализ, но я могу с уверенностью сказать, что его „Бхагавад-гита как она есть“ отвечает традиции индуизма».
Сэмюэл Аткинс, профессор и заведующий кафедрой классической филологии Принстонского университета, назвал «Бхагавад-гиту как она есть» «научным, авторитетным изданием „Бхагавадгиты“», которое «произвело на меня глубокое впечатление». По мнению Аткинса, «этот труд представляет огромную ценность как для учёного, так и для рядового читателя».
Ирина Глушкова, ведущий научный сотрудник Центра индийских исследований Института востоковедения РАН, отмечает, что [Бхагавад-гита] «не рассматривается вне комментаторской традиции, плодоносящей с VIII—IX вв.: из столетия в столетие, толкуя каждую строку из сложного и непрозрачного сочинения, мыслители различных философско-религиозных направлений излагают собственные взгляды. Их полемику друг с другом подхватывают их ученики и ученики учеников, которые интерпретируют комментарии своих предшественников и создают новые. Так складывалось и складывается неоднородное ритуально-теологическое пространство индуизма, не имеющего ни единого основоположника, ни единого сакрального текста, ни единого объекта почитания, ни сквозной иерархии, ни церковной организации. Именно так, уже в XX в., Бхактиведанта Свами Прабхупада, в миру Абхай Чаран Де (1896—1977), создал новый комментарий — „Бхагавад-гиту как она есть“ — на старый текст и основал „Международное общество сознания Кришны“. Его ветвь была зарегистрирована в России, и в 1990-е годы слова „Бхагавад-гита“ и „кришнаиты“ прочно вошли в русский лексикон».
Российский индолог С. Д. Серебряный в 1999 году негативно отозвался о вышедшем в 1984 году первом русском издании «Бхагавад-гиты как она есть». По его мнению, это издание «Гиты» содержит многочисленные искажения оригинального текста, вызванные двойным переводом (с санскрита на английский, а затем с английского на русский), и его стоило бы назвать «Бхагавадгита, какой бы она лучше никогда не была». Серебряный выделил «две характерные черты» этого издания: предопределённость перевода и комментариев «сектантскими» воззрениями ИСККОН и «некоторое, мягко говоря, своеобразие русского стиля, обусловленное большей частью несомненным „посредничеством“ англоязычной версии этой книги, опубликованной в 1968 г.».
По утверждению издателей книги, стилистические недостатки, связанные с переводом с английского на русский язык, были устранены в третьем русскоязычном издании «Бхагават-гиты как она есть», вышедшем в 2006 году.
В 2011 году, в связи судебным процессом о признании книги экстремистской, С. Д. Серебряный заявил, что чувствует неловкость из-за того, что его цитируют сторонники признания книги экстремистской. Он отметил, что не изменил свое мнение, но что цитата о «сектантском» характере книги, «будучи вырванной из контекста статьи и контекста книги в целом … звучит резче, чем мне бы того хотелось. Это касается прежде всего слова „сектантский“», которое в контексте индуизма принято использовать для обозначения «составляющих частей индуизма». Русскоязычным читателям, желающим познакомиться с «Бхагавадгитой», Серебряный порекомендовал прочитать русский перевод Всеволода Семенцова, или перевод Владимира Эрмана, «а лучше — и тот, и другой, потому что они взаимно дополняют друг друга».

### Отзывы индийских государственных деятелей

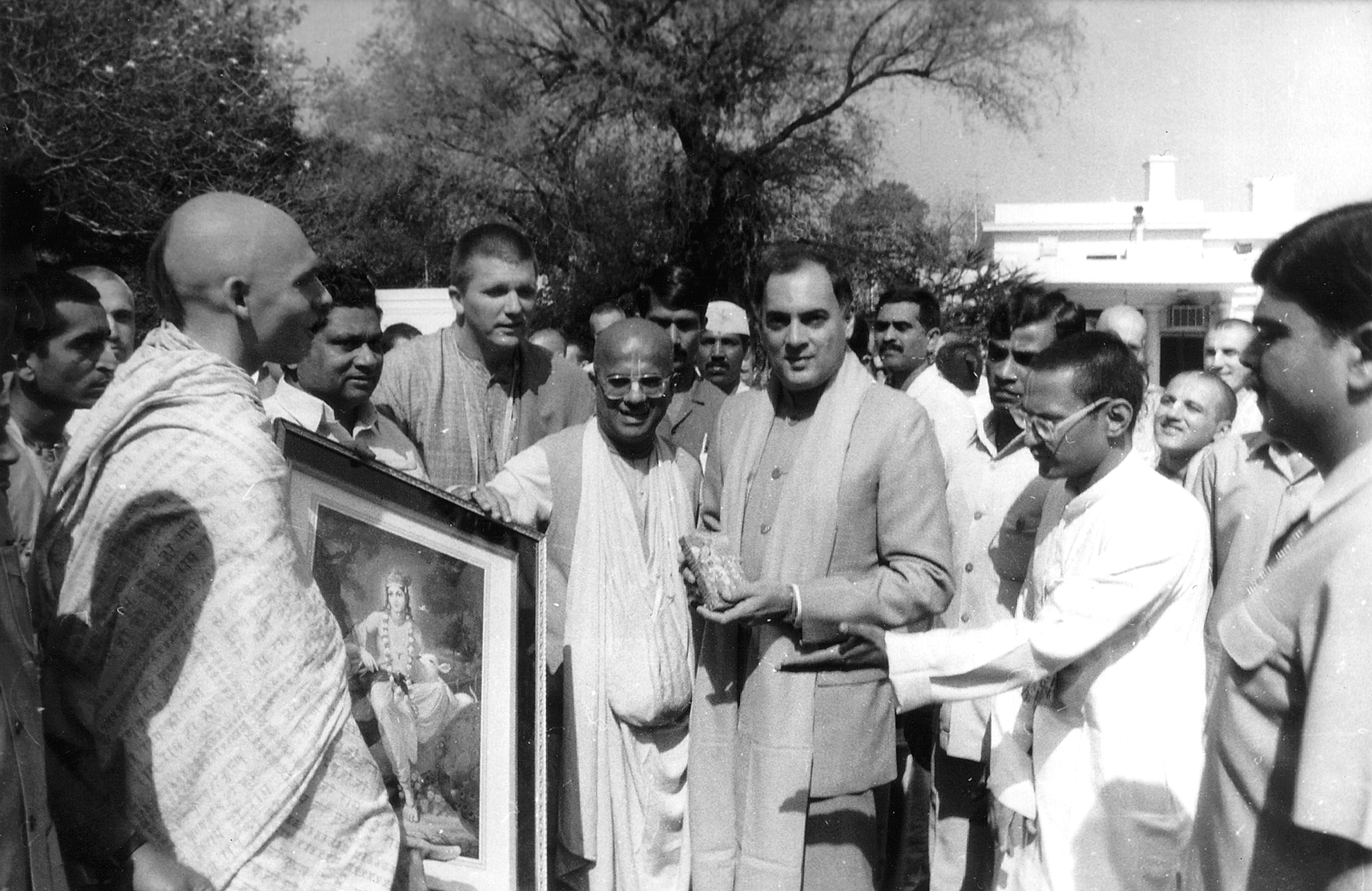
Премьер-министр Индии Раджив Ганди получает в подарок от советских кришнаитов «Бхагавад-гиту как она есть» на русском языке. Нью-Дели, 1989 год.

5 апреля 1998 года премьер-министр Индии Атал Бихари Ваджпаи выступил с речью на открытии храма и культурного центра ИСККОН в Нью-Дели. В своей речи Ваджпаи, в частности, сказал, что «трансцендентное вселенское послание „Бхагавад-гиты“ очень живо передано Бхактиведантой Свами Прабхупадой в его книге „Бхагавад-гита как она есть“». Ваджпаи также отметил, что «если сегодня „Бхагавад-гита“ распространяется в миллионах экземпляров на тысяче языков во всех уголках нашей планеты, то заслуга за это священное служение принадлежит, в основном, ИСККОН».
22 августа 2011 года, в день популярного индийского праздника «Кришна-джанмаштами» (дня рождения Кришны), храм ИСККОН в Москве посетили посол Индии Аджай Малхотра. Выступая перед общиной кришнаитов с приветственной речью, Малхотра указал на значимость для человечества послания Кришны, изложенного в главном священном писании индуистов — «Бхагавад-гите». Посол высоко оценил «философский аспект явления Кришны», выразившийся в «великой философии, которая описана в „Бхагавад-гите“». Малхотра, в частности, отметил, что «перевод и комментарии „Бхагавад-гиты“, созданные А. Ч. Бхактиведантой Свами Прабхупадой, — одни из самых лучших, поскольку представляют „Бхагавад-гиту“ такой, как она есть — приводя изначальные тексты, пословный перевод, литературный перевод и давая авторитетный комментарий в соответствии с самим значением стихов „Бхагавад-гиты“». Малхотра также отметил, что «в „Бхагавад-гите“ Господь Кришна обращается к Арджуне, учит нас бескорыстному служению Богу и всему человечеству».
4 ноября 2011 года президент Индии Пратибха Патил направила российским кришнаитам послание по случаю 40-летия Международного общества сознания Кришны в России. В послании она, в частности, отметила, что «на протяжении нескольких последних десятилетий Международное общество сознания Кришны играет важную роль в популяризации благородного и вечного послания Шримад Бхагавад-гиты и содействует установлению духовной гармонии во многих странах мира».

### Критика в Индии
«Бхагавад-гита как она есть» подверглась критике со стороны ряда индуистских авторов и деятелей[кого?]. В ответ на эту критику, ученик Бхактиведанты Свами Прабхупады и один из духовных лидеров Международного общества сознания Кришны Шиварама Свами написал книгу «Комментарии Бхактиведанты: совершенное объяснение Бхагавад-гиты» («Bhaktivedanta Purports: Perfect Explanation of the Bhagavad-Gita»), которая была опубликована на английском языке в 1998 году.

## Использование при принятии присяги в Конгрессе США
Член Палаты представителей США от 2-го избирательного округа Гавайев Талси Габбард (кришнаитка по вероисповеданию) в 2013 и 2015 годах приносила присягу на «Бхагавад-гите как она есть». В сентябре 2014 года Габбард подарила экземпляр «Бхагавад-гиты как она есть», на котором она принесла присягу в 2013 году, премьер-министру Индии Нарендре Моди, который в тот момент находился с официальным визитом в США.

## Самая большая «Бхагавадгита» в мире
В феврале 2019 года ИСККОН в Нью-Дели представил «самую большую „Бхагавадгиту“ в мире», которая когда-либо была напечатана — экземпляр «Бхагавад-гиты как она есть» весом 800 кг и форматом 2,8 на 2 метра. Церемонию провёл премьер-министр Индии Нарендра Моди.